# Cantó de Chasteu Nuòu
El cantó de Chasteu Nuòu és un cantó francès del departament de l'Alta Viena, situat al districte de Llemotges. Té 10 municipis i el cap és Chasteu Nuòu.

## Municipis
- Chasteu Nuòu
- La Crosilha
- Linards
- Mas Leu
- Nòu Vic
- Rosiérs
- Sent Geris
- Sent Mèrd
- Surdòu
- Suçac

## Història
| Data d'elecció                           | Identitat       | Partit           | Qualitat |
| ---------------------------------------- | --------------- | ---------------- | -------- |
| 1945-1982                                | René Regaudie   | SFIO, després PS |          |
| 2001-2008                                | Claude Virole   | PS               |          |
| 2008-                                    | Thierry Lafarge | PS               |          |
| les dades anteriors no són pas conegudes |                 |                  |          |
|                                          |                 |                  |          |

## Demografia
| 1962  | 1968  | 1975  | 1982  | 1990  | 1999  | 2006  |
| ----- | ----- | ----- | ----- | ----- | ----- | ----- |
| 7.433 | 8.073 | 4.424 | 6.443 | 5.957 | 5.664 | 5.717 |